# Phyllogomphoides indicatrix
Phyllogomphoides indicatrix är en trollsländeart som beskrevs av Jean Belle 1989. Phyllogomphoides indicatrix ingår i släktet Phyllogomphoides och familjen flodtrollsländor. IUCN kategoriserar arten globalt som otillräckligt studerad. Inga underarter finns listade i Catalogue of Life.